# 犬丸天満宮
犬丸天満宮（いぬまるてんまんぐう）は、大分県中津市犬丸にある神社（天満宮）。旧社格は郷社。

## 祭神
主祭神
- 菅原道真（天神様）

## 歴史
伝承によれば、神社のある当地は菅原道真が左遷されて太宰府に向かう途中で暴風雨に遭遇し難を避けるために、延喜元年（901年）2月に当神社近くの海岸から九州へ上陸して3・7日間（21日間）滞在した場所とされている。九州の周防灘沿岸には各地に同様の道真の上陸譚が伝わっているが、当地の伝承は江戸時代に貝原益軒が著した太宰府の『天満宮古實』にも記されている。
神社の創建は、天暦10年（956年）に、道真の孫の菅原文時が村上天皇の命を受け、道真上陸の故地である当地を訪ね「宮」の字に池を掘り中に社殿を設けるよう命じたことを発祥とする。この犬丸の地で道真公、文時公が詠まれた和歌が遺されている。
江戸時代には、中津藩藩主小笠原家の信仰が篤く、延宝8年（1680年）には第2代藩主小笠原長勝から御神像である「御客天神」（ごきゃくてんじん）の寄進を受けている。また、道真公は連歌の神様でもあるとして、歴代の中津藩主が連歌の催しを開かれた。

## 境内
菅公が腰掛けられた「止良石（とらいし）」が祀られ、良き事を止めるパワースポットとして合格祈願者が集う。

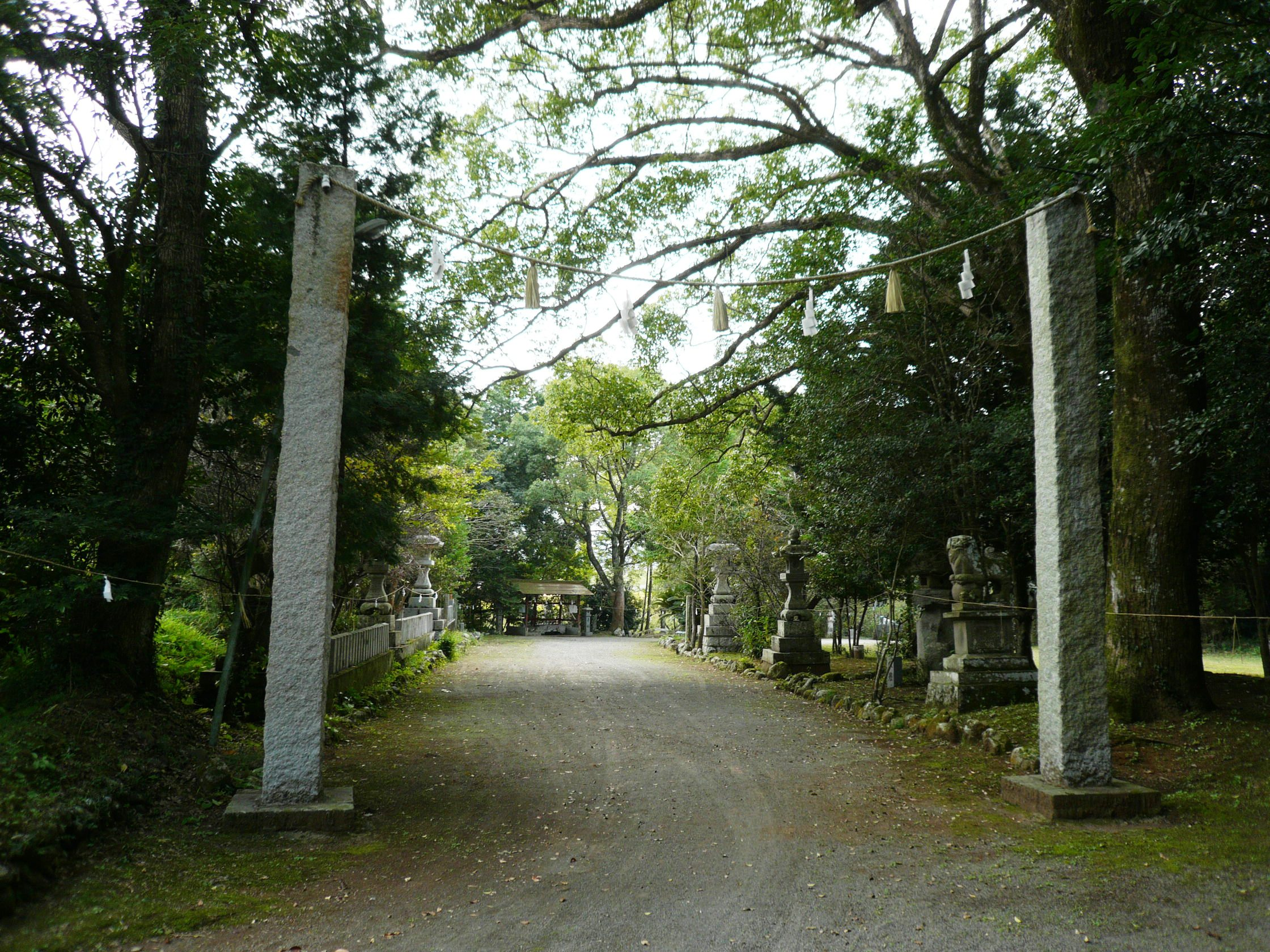
境内参道
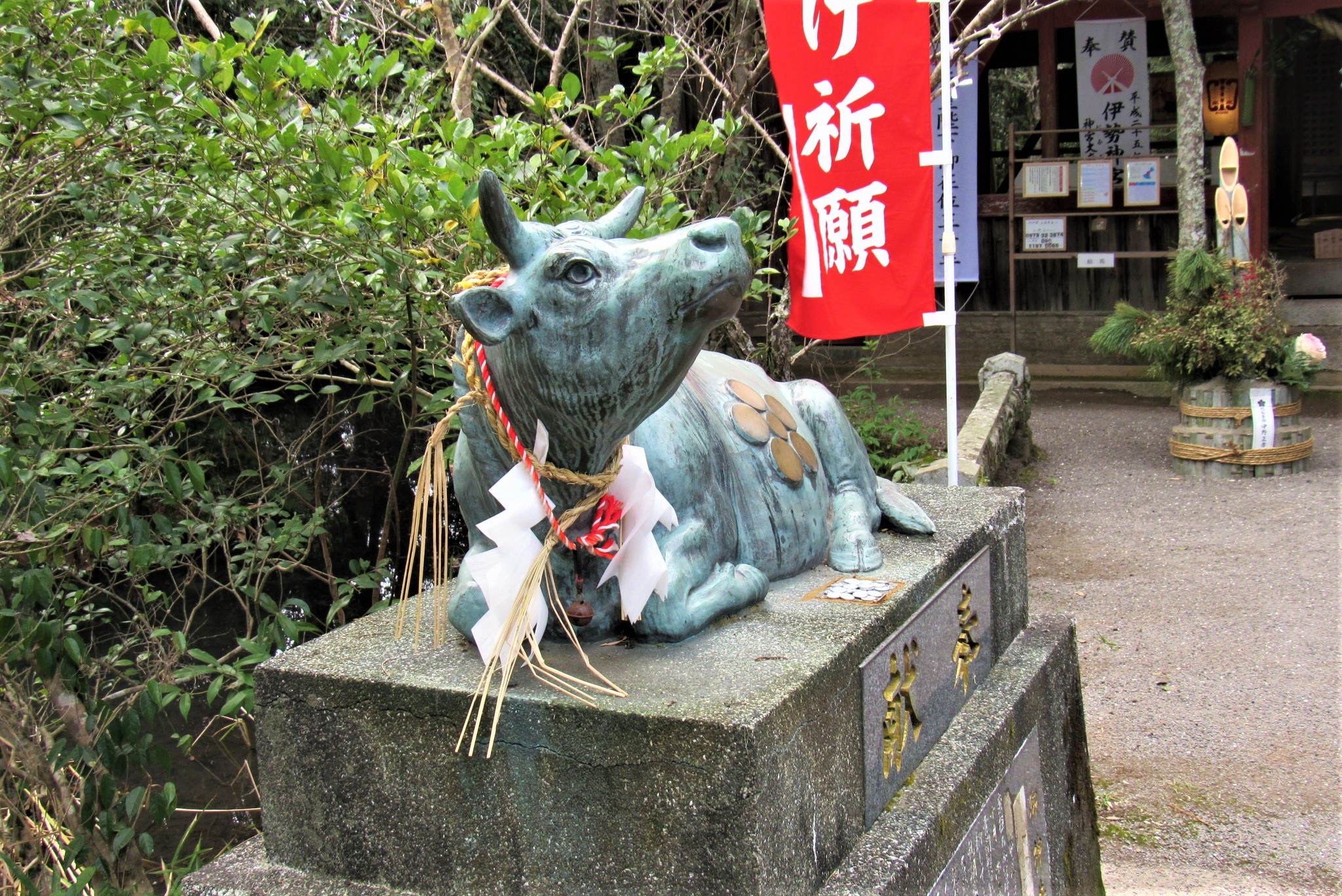
御神牛
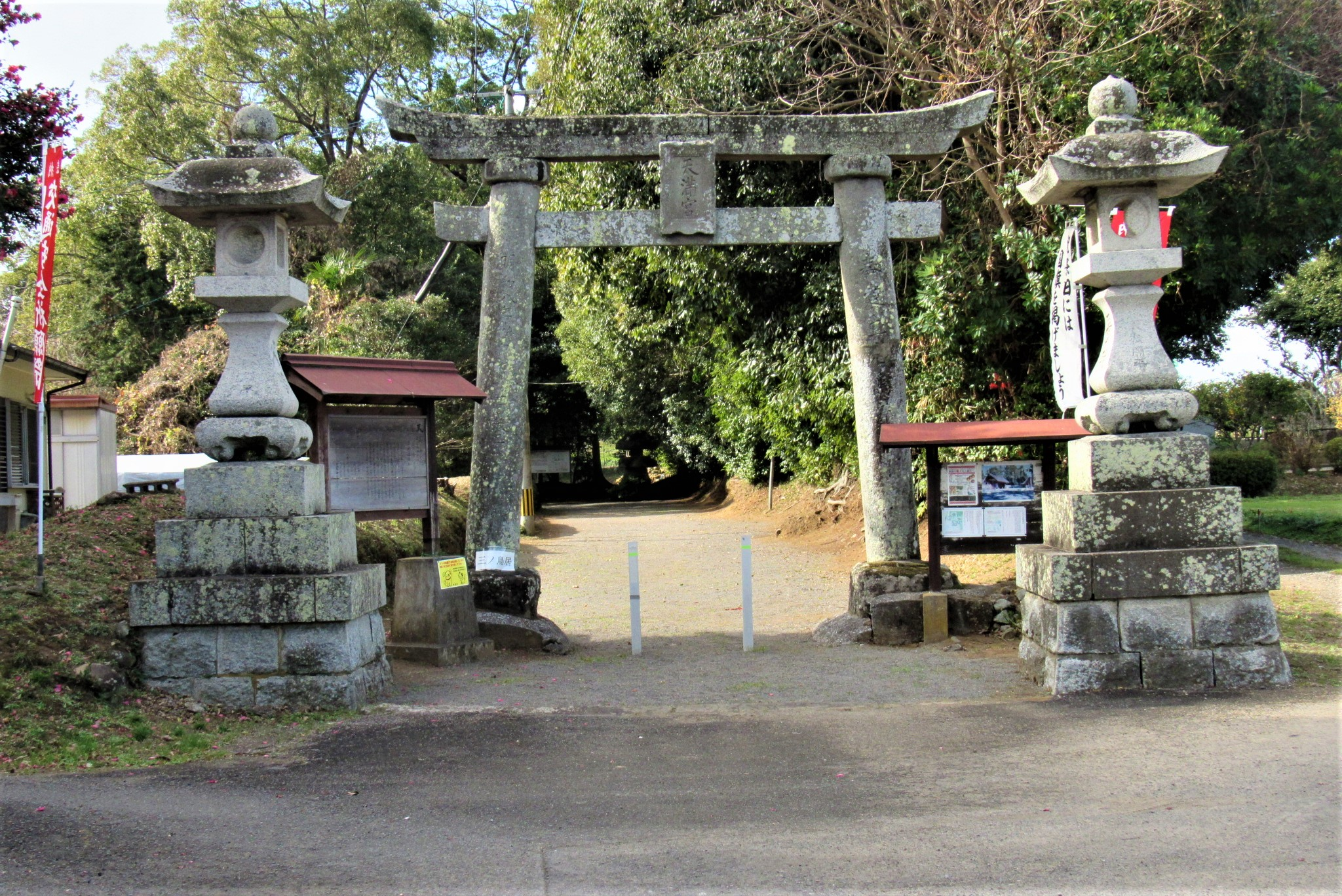
境内入口
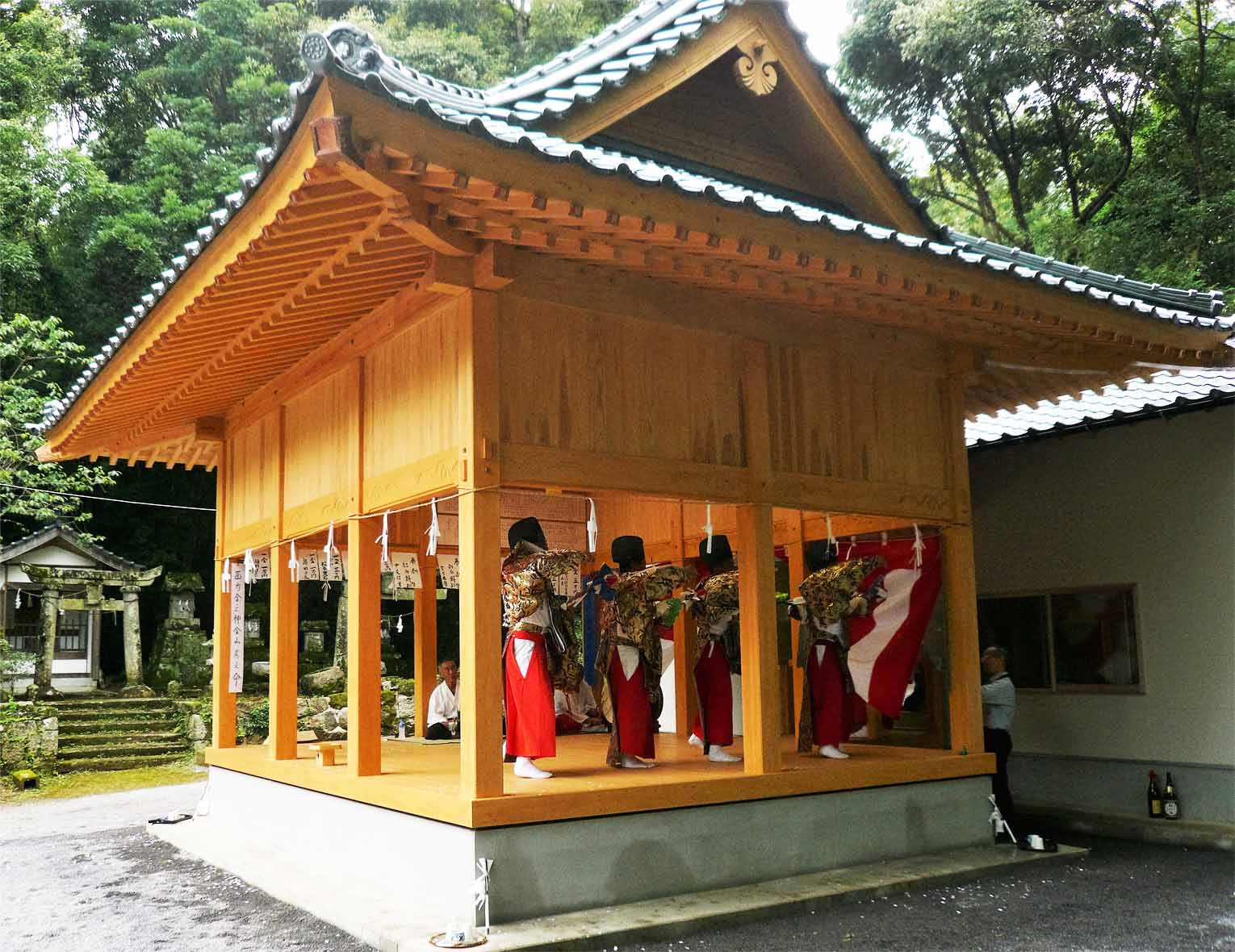
神楽殿
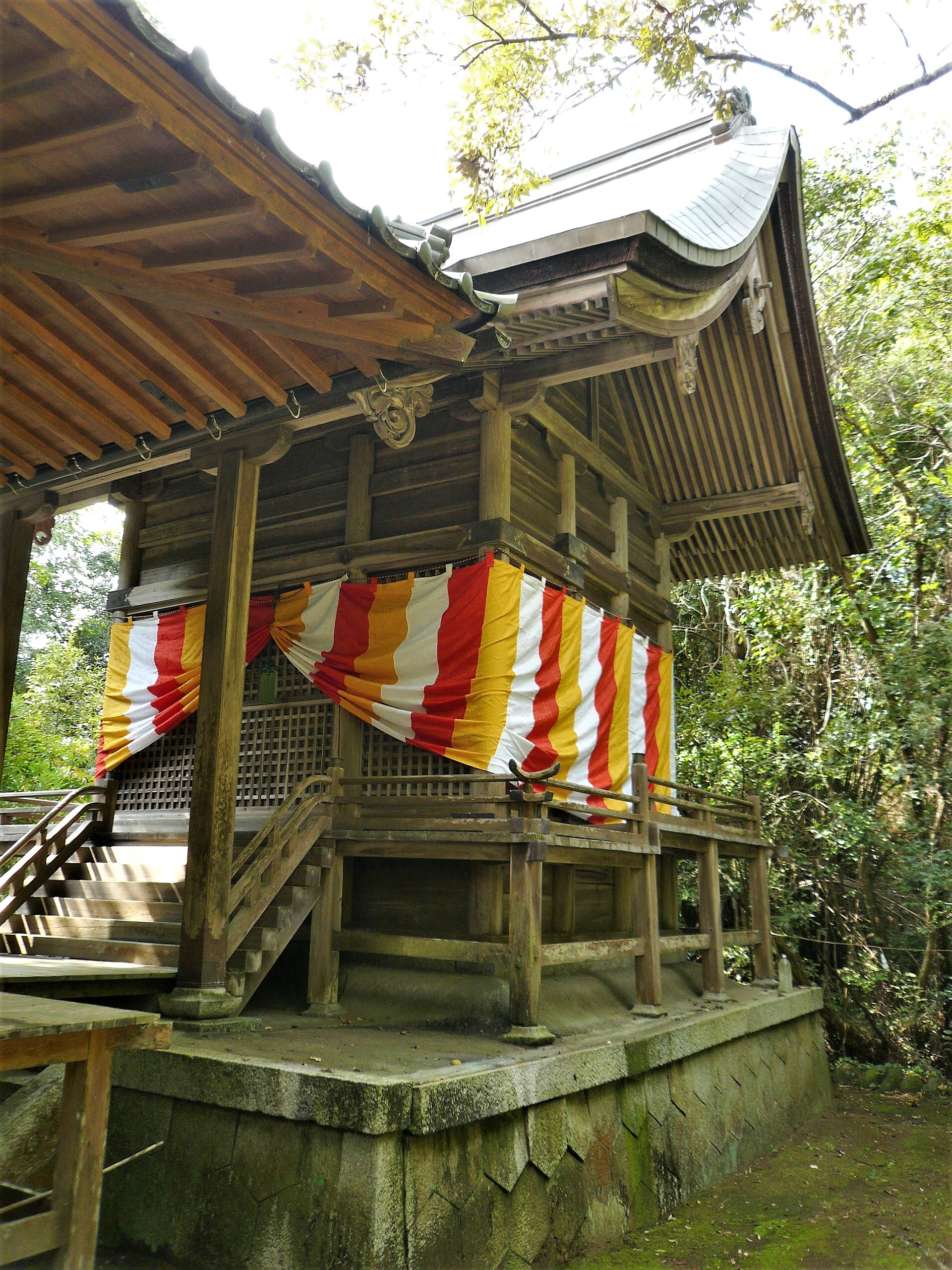
神殿
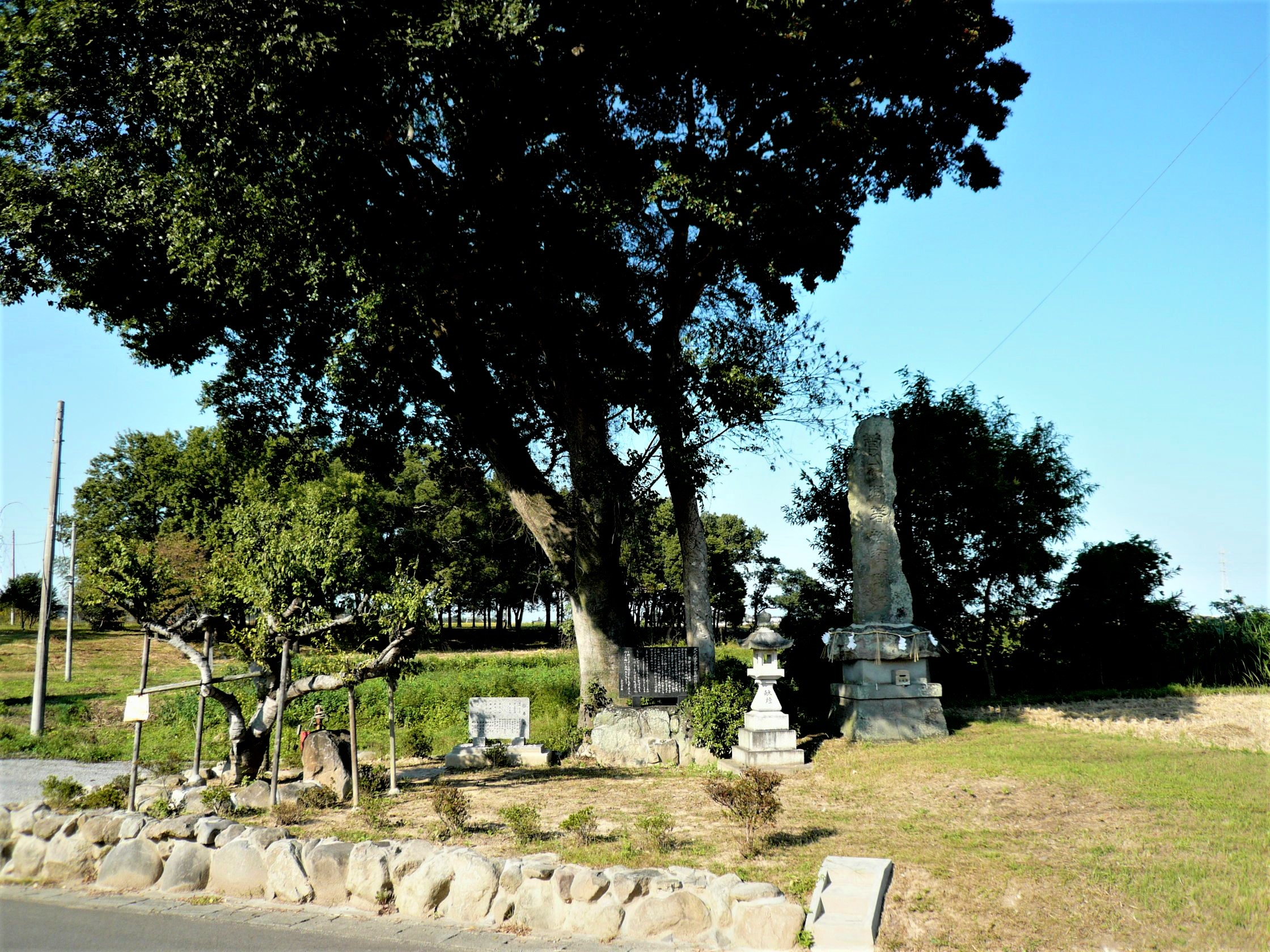
御着船旧蹟碑
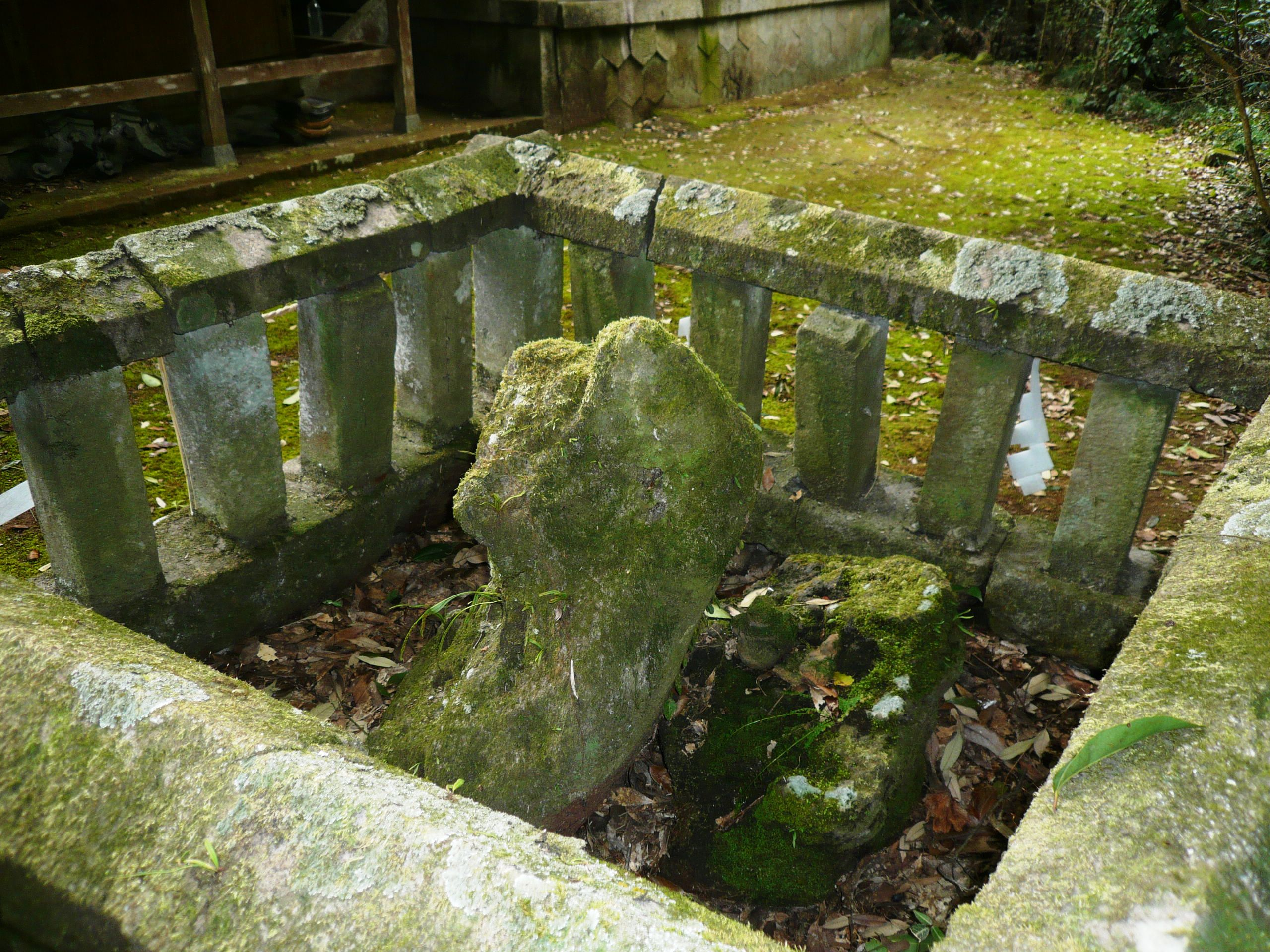
止良石

## 神事

### 御開帳大祭
御開帳大祭は、御神像である「御客天神」を特別に公開する神事である。小笠原家から御神像の寄進を受けた翌年の延宝9年（1681年）に始められ、現在に至るまで続いている。この大祭は、道真が25日生まれであり、鳥のウソが道真の使いとされることから、25年目ごと（24年ごと）の酉年に開かれる。近年の開催は、2017年（平成29年）3月24日-26日。「御客天神」は木造で、台座を含めて高さ約30cm。

### 御神幸祭
毎年10月下旬に行われる。挟箱、毛槍、傘鉾3基（下組、町組、門組）、神輿等からなるの大名行列が、本殿から、道真が上陸したとされる菅公御着船旧蹟を経由して、御旅所までを往復して巡行する。

## 現地情報
所在地
- 大分県中津市犬丸1530

交通アクセス
- 最寄駅：JR日豊本線今津駅下車後、徒歩約32分